# Lygodium circinatum

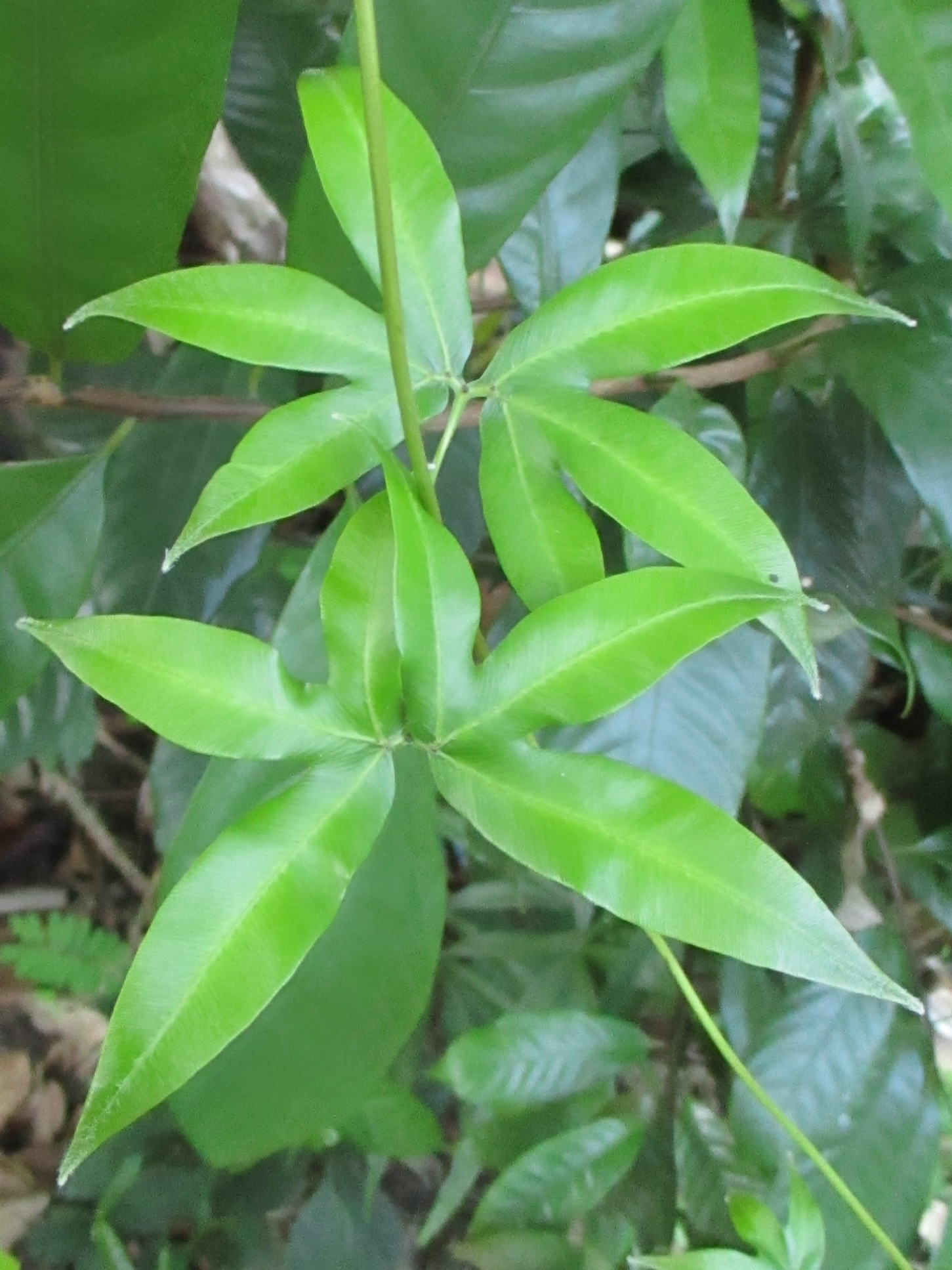

Lygodium circinatum là một loài dương xỉ trong họ Lygodiaceae. Loài này được Burm. f. Sw. mô tả khoa học đầu tiên năm 1806.